# Earth and Fire
Earth and Fire est un groupe néerlandais de rock progressif. Il est formé en 1967 par les frères jumeaux Gerard Koerts (claviers) et Chris Koerts (guitare) et devient durant les années 1970 une figure marquante de l'Eurock, le rock progressif d'Europe continentale.

## Biographie
Earth and Fire est formé en 1967 sous le nom d'Opus Gainfull par Gerard Koerts, Chris Koerts, Hans Ziech et Cees Kalis. Lorsque la chanteuse Manuela Berloth rejoint le groupe, celui-ci est rebaptisé Earth and Fire. Manuela Berloth doit quitter le groupe pour raisons de santé, et est remplacée par Jerney Kaagman du groupe Rangers.
Le groupe connaît trois succès en 1970 : avec le single Seasons écrit par George Kooymans, guitariste de Golden Earring, puis avec les singles Ruby Is the One et Wild and Exciting. Ruby is the One atteint la quatrième place des charts néerlandais avec 40 000 exemplaires vendus. À partir de 1971, Earth and Fire s'oriente vers le rock progressif : ses plus belles réalisations dans ce style sont les albums To the World of the Future en 1975 et Gate to Infinity en 1977. L'album To the World of the Future contient un morceau intitulé Voice from Yonder contenant un enregistrement de la voix d'Allan Terry (mort en 1928), enregistrée lors d'une séance en 1974.
Gerard Koerts introduit le mellotron dans le rock néerlandais. En 1979, Earth and Fire se réoriente vers un style plus commercial (déjà esquissé dans Gate to Infinity) avec l'album Reality Fills Fantasy dont le single Weekend décroche un gros succès international. Le guitariste Chris Koerts quitte le groupe en 1982 et, un an plus tard, le groupe se sépare.
En 1987, Earth and Fire revient avec un nouvel effectif et avec Ton Scherpenzeel, ancien claviériste de Kayak, comme producteur et membre intermittent.
Leur morceau Weekend est repris en 2003 par le groupe techno allemand Scooter.
La chanteuse Jerney Kaagman pose nue pour la première édition de Playboy en néerlandais. Elle est depuis 1987 présidente du syndicat néerlandais des musiciens BV Pop.

## Relations avec Kayak
Les relations entre Earth and Fire et Kayak ont été nombreuses mais toujours à sens unique. En 1977, près de la moitié du groupe Kayak collabore à l'album Reality Fills Fantasy : Ton Scherpenzeel y joue de l'accordéon alors que Max Werner, Johan Slager et Edward Reekers y chantent comme choristes (backing vocals). Johan Slager (ancien guitariste de Kayak) a été guitariste d'Earth and Fire en 1979. Ton Scherpenzeel, ancien claviériste de Kayak, est devenu producteur et membre occasionnel d'Earth and Fire en 1987.

## Membres
- Manuela Berloth - chant (1968-1969)
- Jerney Kaagman - chant (1969-1983, 1987-1990)
- Gerard Koerts (1968-1983) - orgue, piano, mellotron, synthétiseur, piano électrique
- Chris Koerts (1968-1979) - synthétiseur ARP Odyssey
- Chris Koerts - guitare (1968-1979)
- Johan Slager - guitare (1979) (ancien guitariste de Kayak)
- Ronnie Meyjes - guitare (1980-1983)
- Age Kat - guitare (1987-1990)
- Hans Ziech - basse (1968-1974)
- Theo Hurts (1974-1978) - basse, guitare acoustique
- Bert Ruiter (1978-1983, 1987-1990) - basse (ancien bassiste de Focus et compagnon de Jerney Kaagman)
- Cees Kalis - batterie (1968-1970)
- Ton van de Kleij (1970-1978) - batterie, percussions, xylophone
- Ab Tamboer - batterie (1976, 1978-1983, 1987-1990)
- Mark Stoop - batterie (1990)

## Discographie
- 1970 : Earth and fire
- 1971 : Song of the marching children
- 1973 : Atlantis
- 1975 : To the World of the Future
- 1977 : Gate to Infinity
- 1979 : Reality Fills Fantasy
- 1981 : Andromeda Girl
- 1982 : In a State of Flux
- 1989 : Phoenix